# Ascoli Calcio 1898 FC

Logo vechi

Ascoli Calcio 1898 FC este un club de fotbal din Ascoli Piceno, Italia, care evoluează în Serie B.